# Mermessus caelebs
Mermessus caelebs là một loài nhện trong họ Linyphiidae.
Loài này thuộc chi Mermessus. Mermessus caelebs được Alfred Frank Millidge miêu tả năm 1987.